# 下野村 (岐阜県)
下野村（しものむら）は、かつて岐阜県恵那郡に存在した村。
現在の中津川市下野に該当する。

## 大字・小字
- 大字:下野（しもの）
- 小字:
- 岩須（いわす）
- 打越（うちこし）
- 大湫（おおくて）,大久保（おおくぼ）,小野沢（おのさわ）
- 海道下（かいどうした）, 黒沢（くろさわ）
- 木ノ下（きのした）
- 荒神尾（こうじんお）
- 下本郷（しもほんごう）
- 田代（たしろ）
- 奈良尾（ならお）
- 西本郷（にしほんごう）
- 馬場（ばば）
- 東洞（ひがしぼら）,東本郷（ひがしほんごう）
- 曲木（まがりき）
- 見佐島（みさしま）
- 深笹（ふかざさ）

## 歴史
- 鎌倉時代〜安土桃山時代-苗木遠山氏領
- 1600年（慶長5年）苗木藩領となる。
- 延享2年（1745年）苗木藩は下野村369石のうち、290石の土地を幕府(高山陣屋)に渡し天領となり、残り79石の土地は苗木藩領のまま残された。
- 1889年（明治22年）7月1日 - 町村制により下野村が発足。
- 1897年（明治30年）4月1日 - 福岡村と合併し、福岡村が発足。同日下野村は廃止。

## 寺院
- 法界寺（臨済宗妙心寺派）

## 教育
- 下野小学校